# Billy-lès-Chanceaux
Billy-lès-Chanceaux és un municipi francès, situat al departament de la Costa d'Or i a la regió de Borgonya - Franc Comtat. L'any 2007 tenia 81 habitants.

## Demografia

### Població
El 2007 la població de fet de Billy-lès-Chanceaux era de 81 persones. Hi havia 32 famílies, de les quals 12 eren unipersonals (4 homes vivint sols i 8 dones vivint soles), 8 parelles sense fills, 8 parelles amb fills i 4 famílies monoparentals amb fills.
La població ha evolucionat segons el següent gràfic:
Habitants censats

### Habitatges
El 2007 hi havia 59 habitatges, 36 eren l'habitatge principal de la família, 19 eren segones residències i 4 estaven desocupats. 56 eren cases i 3 eren apartaments. Dels 36 habitatges principals, 25 estaven ocupats pels seus propietaris, 6 estaven llogats i ocupats pels llogaters i 4 estaven cedits a títol gratuït; 2 tenien una cambra, 3 en tenien dues, 6 en tenien tres, 5 en tenien quatre i 19 en tenien cinc o més. 25 habitatges disposaven pel capbaix d'una plaça de pàrquing. A 16 habitatges hi havia un automòbil i a 16 n'hi havia dos o més.

### Piràmide de població
La piràmide de població per edats i sexe el 2009 era:
| Homes | Edats   | Dones |
| ----- | ------- | ----- |
| 0     | 95 o +  | 0     |
| 0     | 90 a 94 | 0     |
| 0     | 85 a 89 | 0     |
| 0     | 80 a 84 | 4     |
| 0     | 75 a 79 | 0     |
| 4     | 70 a 74 | 4     |
| 12    | 65 a 69 | 0     |
| 0     | 60 a 64 | 0     |
| 0     | 55 a 59 | 0     |
| 4     | 50 a 54 | 0     |
| 0     | 45 a 49 | 0     |
| 0     | 40 a 44 | 0     |
| 8     | 35 a 39 | 8     |
| 4     | 30 a 34 | 4     |
| 0     | 25 a 29 | 0     |
| 0     | 20 a 24 | 0     |
| 0     | 15 a 19 | 0     |
| 0     | 10 a 14 | 0     |
| 4     | 5 a 9   | 0     |
| 0     | 0 a 4   | 4     |

## Economia
El 2007 la població en edat de treballar era de 51 persones, 39 eren actives i 12 eren inactives. De les 39 persones actives 38 estaven ocupades (20 homes i 18 dones) i 1 aturada (1 home). De les 12 persones inactives 4 estaven jubilades, 5 estaven estudiant i 3 estaven classificades com a «altres inactius».
Activitats econòmiques
Dels 4 establiments que hi havia el 2007, 1 era d'una empresa de fabricació d'elements pel transport, 1 d'una empresa de fabricació d'altres productes industrials i 2 d'empreses de serveis.
L'any 2000 a Billy-lès-Chanceaux hi havia 6 explotacions agrícoles.

## Poblacions més properes
El següent diagrama mostra les poblacions més properes.